# Dorscheid (Luxemburg)
Dorscheid (Luxemburgs: Duerscht) is een plaats in de gemeente Parc Hosingen en het kanton Clervaux in Luxemburg.

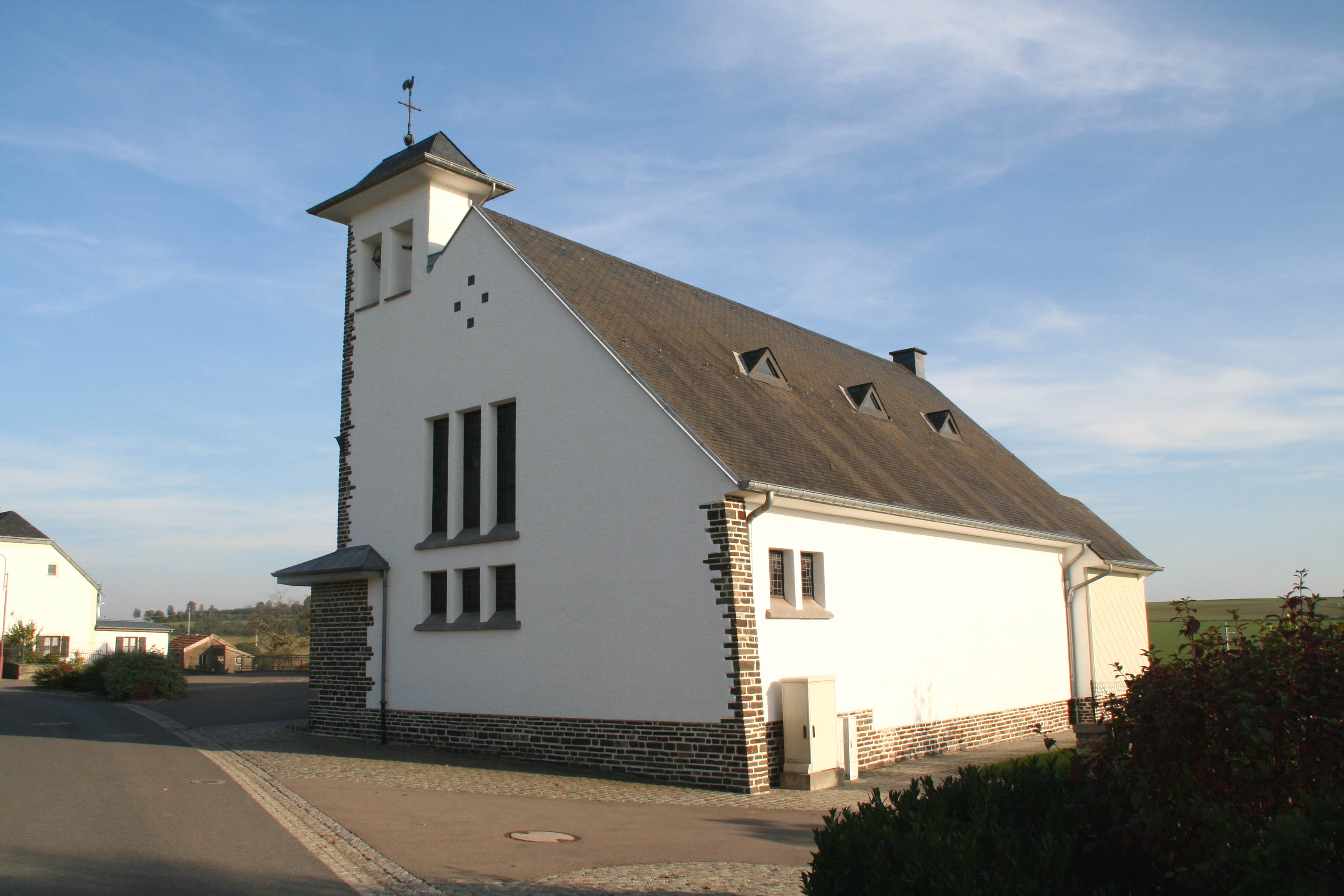
Kerk

Dorscheid telt 84 inwoners (2001).